# Wildpark Dinklage

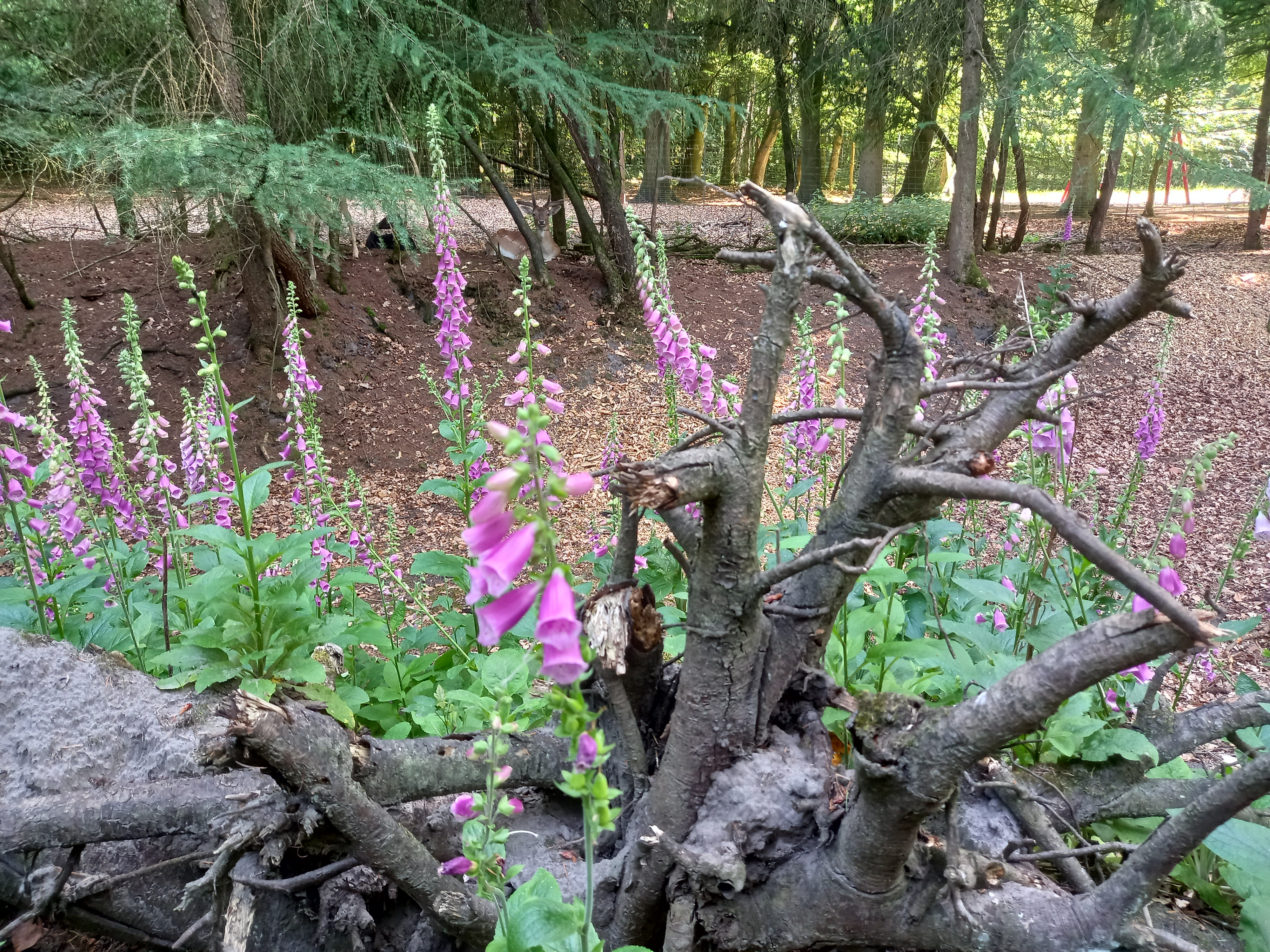
Blick vom Wanderweg zur Südgrenze des Wildparks

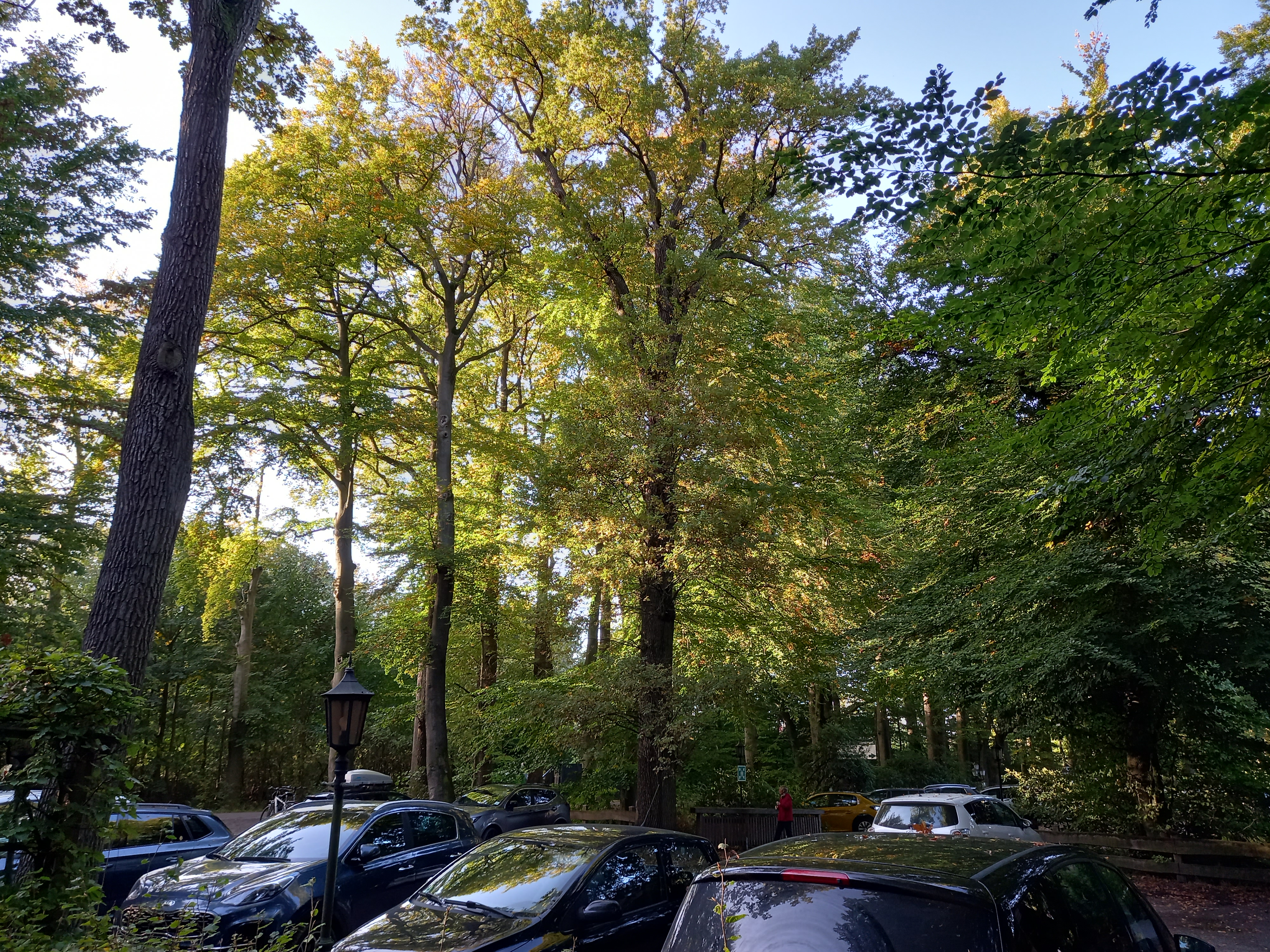
Parkplatz vor dem Wildpark-Eingang inmitten alter Buchen und Eichen (2021)

Wildpark Dinklage ist der Name eines heute 27 ha großen, in einem Landschaftsschutzgebiet gelegenen Waldparks mit Damwild und Haustieren im Eigentum der Stadt Dinklage im niedersächsischen Landkreis Vechta. Der Park ist in den Burgwald Dinklage eingebettet, der seit 1993 als Flora-Fauna-Habitat-Gebiet und seit 2017 als (126 ha großes) Naturschutzgebiet ausgewiesen ist.

## Geschichte

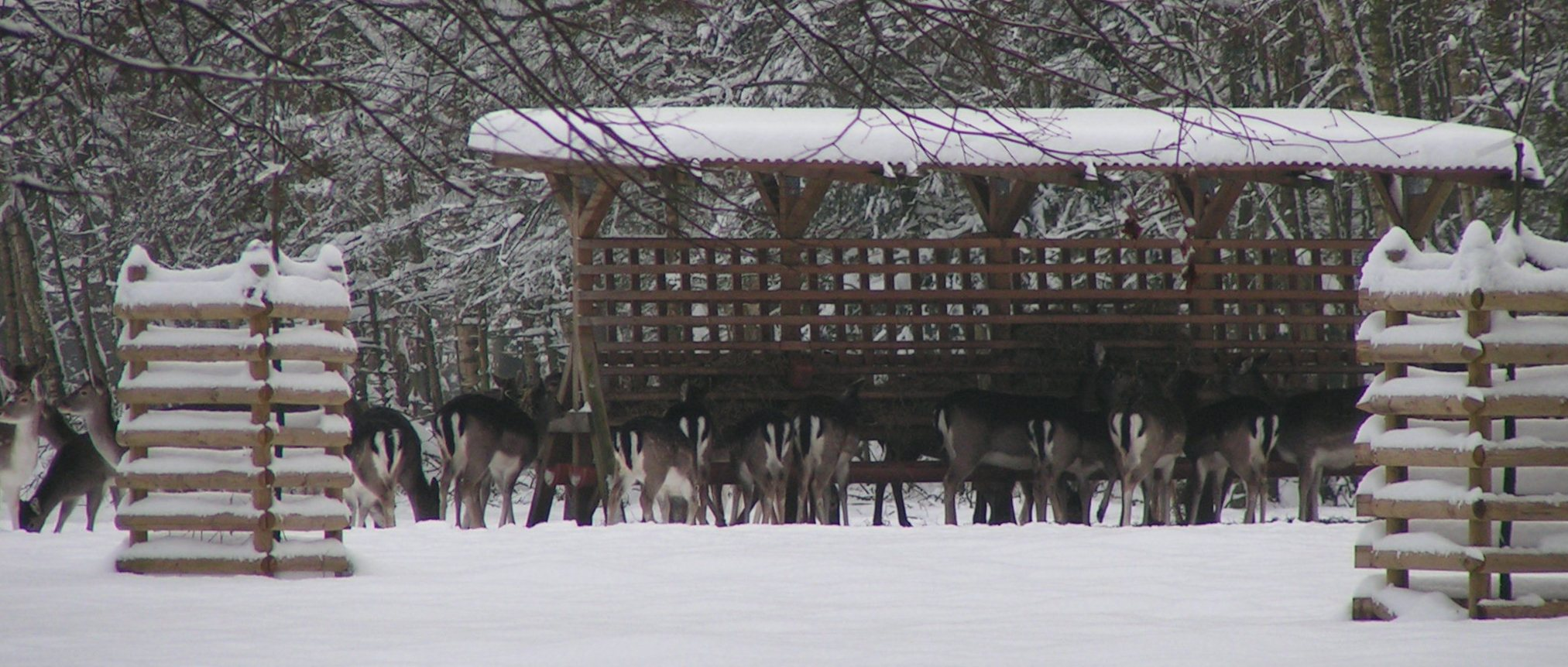
Wildfütterung im Wildpark im Januar 2010

Simon Helmes, dem Stadtförster der Stadt Dinklage, zufolge wird seit mindestens 1726 Damwild in Dinklage gehalten.
In Jahrgang 1899 des „Jahrbuchs für die Geschichte des Herzogtums Oldenburg“ wird erwähnt, dass es bereits während des Siebenjährigen Krieges (1746–1753) in Dinklage einen „Tiergarten“ gegeben habe. Auf einer Karte des Landkreises Vechta aus dem Jahr 2021 sind sowohl der „heutige[…] Tiergarten“ als auch ein „ehemaliger Tiergarten“ östlich davon eingezeichnet.

Der Wildpark Dinklage wurde 1968 von der Familie von Galen gegründet, die damals einen Großteil der Flächen im Burgwald Dinklage besaß. In mehreren Abschnitten gab die Familie nach 1968 ihre Liegenschaften in Dinklage auf. Den verbliebenen Rest davon verlor sie 1984 im Zusammenhang mit der Privatinsolvenz des ehemaligen Bankiers Ferdinand von Galen, des Sohnes von Christoph Bernhard Graf von Galen, dem langjährigen Familienoberhaupt derer von Galen. Durch seine Privatinsolvenz verlor Ferdinand von Galen 1983 auch seine Funktion als Teilhaber der Burghotel Dinklage GmbH.
Im Jahr 1990 erwarb das Burghotel Dinklage den Wildpark und verringerte den Tierbestand drastisch. Im Jahr 2022 beschloss das Burghotel als Eigentümer des Parks, diesen nicht weiter zu betreiben. Die Stadt Dinklage erwarb mit Wirkung vom 1. Januar 2023 den Park, nachdem eine Petition zum Erhalt des Park von 3372 Petenten unterzeichnet worden war. Zur Unterstützung des Projekts „Erhalt und Sanierung des Wildparks“ wurde am 19. Januar 2023 der Förderverein Wildpark Dinklage gegründet.

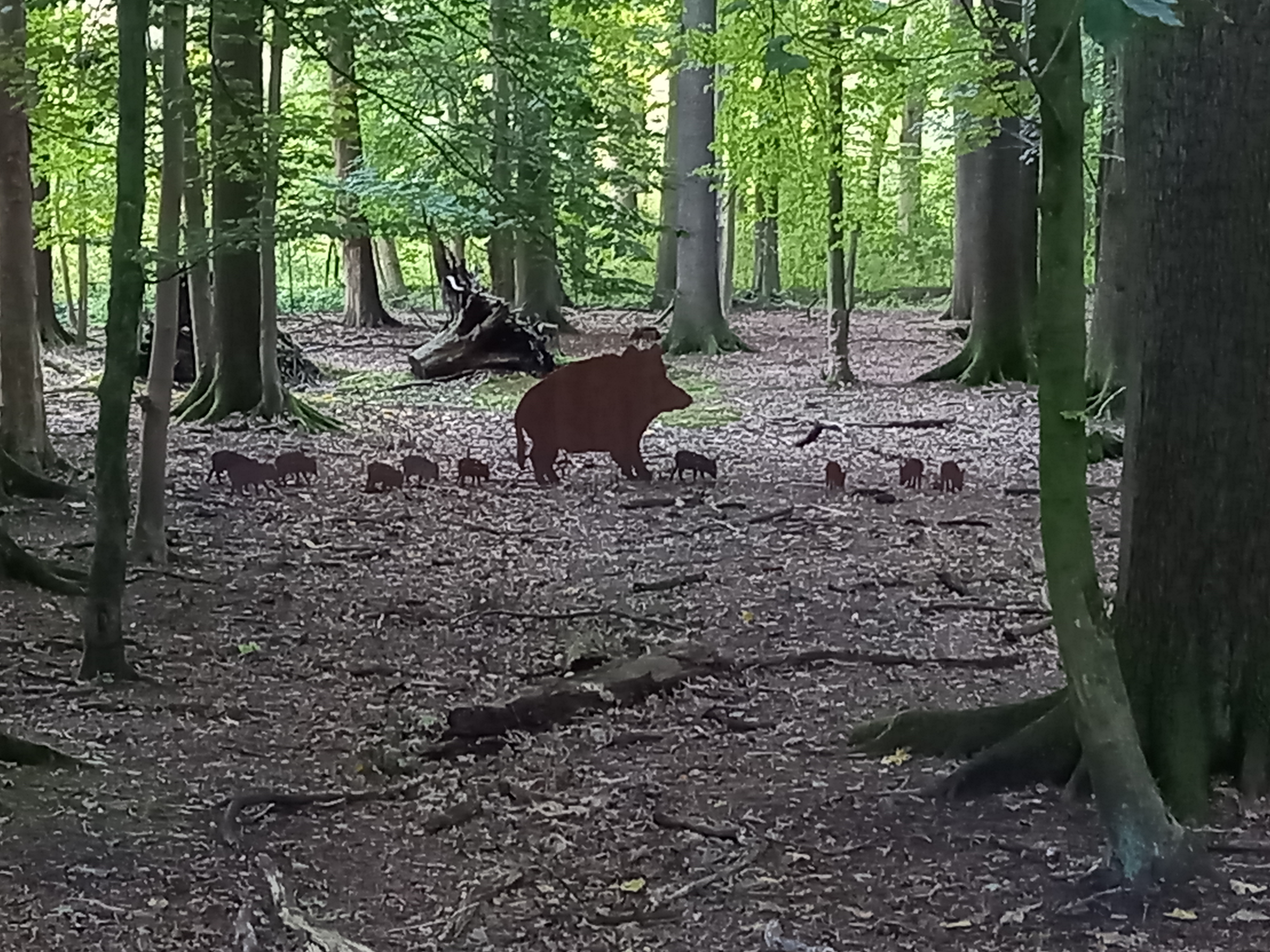
Eisenskulptur „Bache mit Frischlingen“ im Wildpark Dinklage (Oktober 2024)

## Tierbestand
Bis 1990 besaß der Wildpark Burg Dinklage inmitten einer 50 ha großen Waldfläche eine der größten Hirschsammlungen Deutschlands mit zeitweise 17 verschiedenen Arten – von Barasingha über Davidshirsch und Sambar bis zum Weißwedelhirsch –, einen 4 ha großen Wasservogelteich und eine Fasanerie. 

Nach dem Verkauf des Parks an das Hotel im Jahr 1990 wurden auf dem Gelände nur noch Damhirsche, Zwergziegen und Wildschweine beherbergt. Seit dem erneuten Betreiberwechsel zum Januar 2023 ist der Tierbestand auf Damhirsche und das Streichelgehege reduziert. Die Anwesenheit von Wildschweinen im Wald wird durch Eisenskulpturen suggeriert (siehe das Foto rechts).

## Kategorisierung und Zweck der Anlage
Die „Arbeitsgruppe Zoobiologie“ der „Zoo-AG Bielefeld“ führt den „Wildpark Burg Dinklage“ unter der Kategorie „Aufgelöste Zoos und andere öffentliche Tierhaltungen in Deutschland“. Ihr zufolge hat der Wildpark Burg Dinklage im Jahr 1990 aufgehört zu existieren.
Nach Angaben des Hotels als Wildpark-Eigentümer im Jahr 2019 stellte die Existenz eines großen Geheges neben dem Dienstleistungsbetrieb ein Alleinstellungsmerkmal im Standortwettbewerb mit anderen Beherbergungsbetrieben dar, das eine Präferenz für dieses Hotel bewirken sollte. Bis 2022 war der für die Anlage zuständige Förster angestellter Abteilungsleiter des Hotels.
Aus der Sicht der Stadt Dinklage und des Landes Niedersachsen ermöglicht der Tierpark eine Naherholung in einer „bedeutenden Kulturlandschaft“ im Kontext des Erlebnisses des Burgwalds Dinklage als Ganzem und der Anlagen der benachbarten Burg Dinklage. Der Stadt Dinklage gehört seit 1990 ein ungefähr rechteckiges Gebiet südlich der Lohner Straße, östlich der Burgallee, nördlich der Dinkel und westlich des in Autobahnnähe verlaufenden Wanderwegs zur Dinkel. Daher kann die Stadt ohne Rücksprache mit etwaigen Privatwaldeigentümern nicht nur den Wildpark überplanen, sondern auch den Teil des Naturschutzgebietes, der sich nördlich der Dinkel befindet.

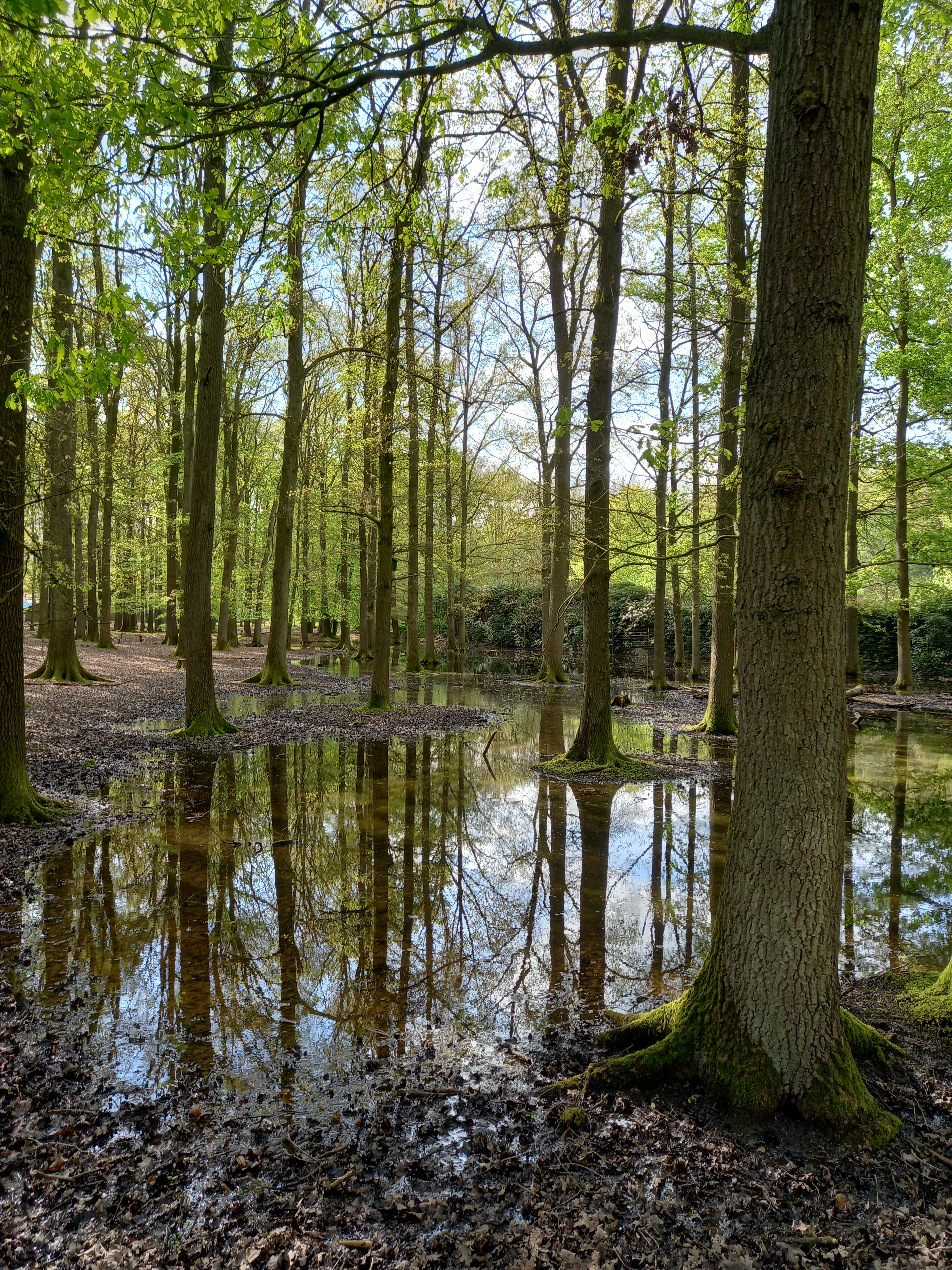
Der Wald im Wildpark ähnelte im April 2024 wieder dem Bruchwald, der dort bis zum Mittelalter gestanden hatte

Der Zuschnitt des neuen Naturschutzgebiets „Burgwald Dinklage“, durch den der Wildpark Dinklage von dem NSG ausgeklammert wurde, ist nicht dadurch bedingt, dass sich Flora, Fauna und Hydrologie in beiden Gebieten voneinander wesentlich unterschieden. Auch im Wildpark gibt es z. B. die vom Niedersächsischen Landesbetrieb für Wasserwirtschaft, Küsten- und Naturschutz in seinem Porträt des NSG beschriebenen „Relikte[…] früherer Waldnutzungsformen“, d. h. die für ehemalige Hutewälder typischen Zeugnisse von Verbissen durch Nutztiere an sehr alten Bäumen. 

Für Naturschützer ist der Tierpark Teil eines Biotops, das als „Insel“ inmitten eines extrem belasteten Umfelds möglichst naturnah bleiben bzw. wieder werden soll sowie mit benachbarten Biotopen einen Biotopverbund bilden soll. Aus Sicht des BUND Lohne sind der Burgwald sowie sein Umfeld und daher auch die Flora des Wildparks durch einen seit Langem tendenziell sinkenden Grundwasserspiegel gefährdet.

## Maßnahmen und Pläne seit 2023
Der 2023 gemeinnützig gewordene Förderverein schloss in dem Jahr eine Nutzungsvereinbarung mit der Stadt Dinklage. Der Verein organisiert seither den Bau von Nistkästen und führt gemeinsam mit dem Baumverein Vechta Baumpflanzaktionen durch. Im Oktober 2024 wurde ein Lichterfest im Wildpark veranstaltet.
Der Förderverein gab 2023 bekannt, dass nach seinen Vorstellungen der Wildpark Dinklage zum außerschulischen Lernort entwickelt werden solle. Die Instandsetzung der Blockhütte als Treffpunkt sowie als Seminar- und Versammlungsraum war dafür erforderlich. Es wurde geplant, Toilettenanlagen umzubauen und einen inklusiven Waldspielplatz anzulegen. Die Planungen des Vereins flossen in das „Leitbild zur nachhaltigen Entwicklung“ mit dem Titel „Zukunft Wildpark Dinklage“ ein, das am 24. April 2024 vom Rat der Stadt Dinklage beschlossen wurde. Das Leitbild ist Teil eines Berichts, der zahlreiche von der Stadt Dinklage beschlossenen Maßnahmen enthält.
Im November 2024 wurde der inklusive Spielplatz offiziell freigegeben. Im Mai 2025 wurden im Wildpark zwei Wildblumenwiesen angelegt. Der Rückzugsraum für Damwild in Osten des Parks wurde für Besucher gesperrt. Nach wie vor können aufmerksame Besucher im zugänglich gebliebenen Westteil des Parks Damwild in nur wenigen Metern Entfernung entdecken (siehe das Foto ganz oben).